# Sankt Igor av Tjernihivs katedral, Novo-Peredelkino
Sankt Igor av Tjernihivs katedral (ryska: Собор Святого Игоря Черниговского; translitteration: Sobor Svjatogo Igorja Chernigovskogo) är en rysk-ortodox katedral belägen i distriktet (rajon) Novo-Peredelkino i Moskva, i västra Ryssland. 
Katedralen är helgad åt fursten Igor II av Kiev och tillhör Moskvas stift.

## Historik
Idén om att bygga och vart Sankt Igor av Tjernihivs katedral skulle byggas uppstod 2005 av Rysk-ortodoxa kyrkans dåvarande patriark, Aleksij II.
Byggandet av började år 2009 enligt ritningar av arkitekt Alexander Shipkov.

### Invigningar
- Grundstenen invigdes den 20 januari 2010.[1][3][4]

- Den 4 mars 2011 invigdes korsen och klockorna.[3]

- Invigningen för själva katedralen ägde rum den 17 juni 2012, som utfördes av Rysk-ortodoxa kyrkans patriark, Kirill av Moskva.[5][6]

## Katedralen
- Kupolerna är gjorda av porslin. Den största och centrala kupolen är 10 m bred.[2]

- Katedralen har en kapacitet för 1200 personer.[2][4]

## Bilder

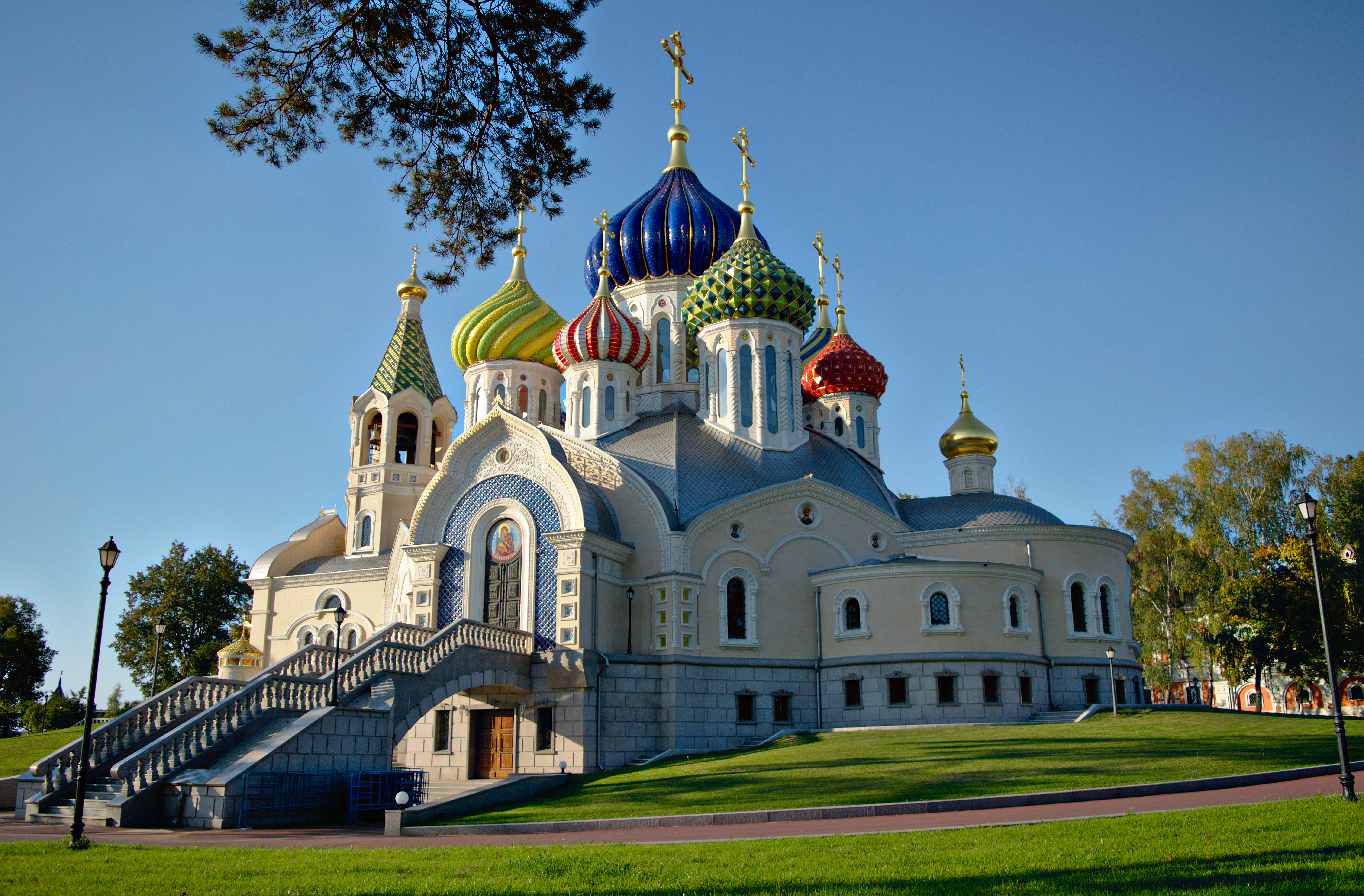
Katedralen från sidan.
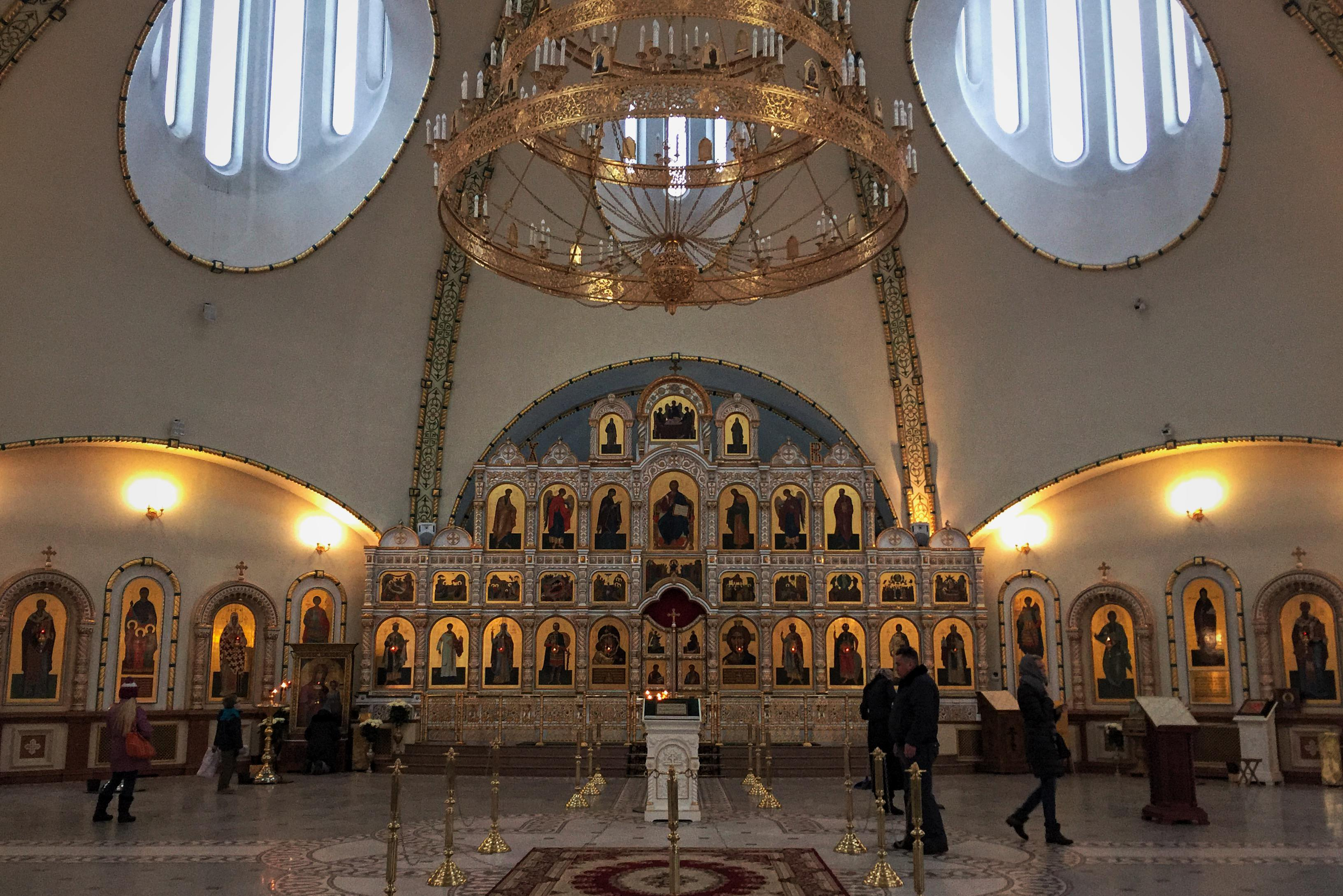
Kyrkans interiör mot ikonostasen.
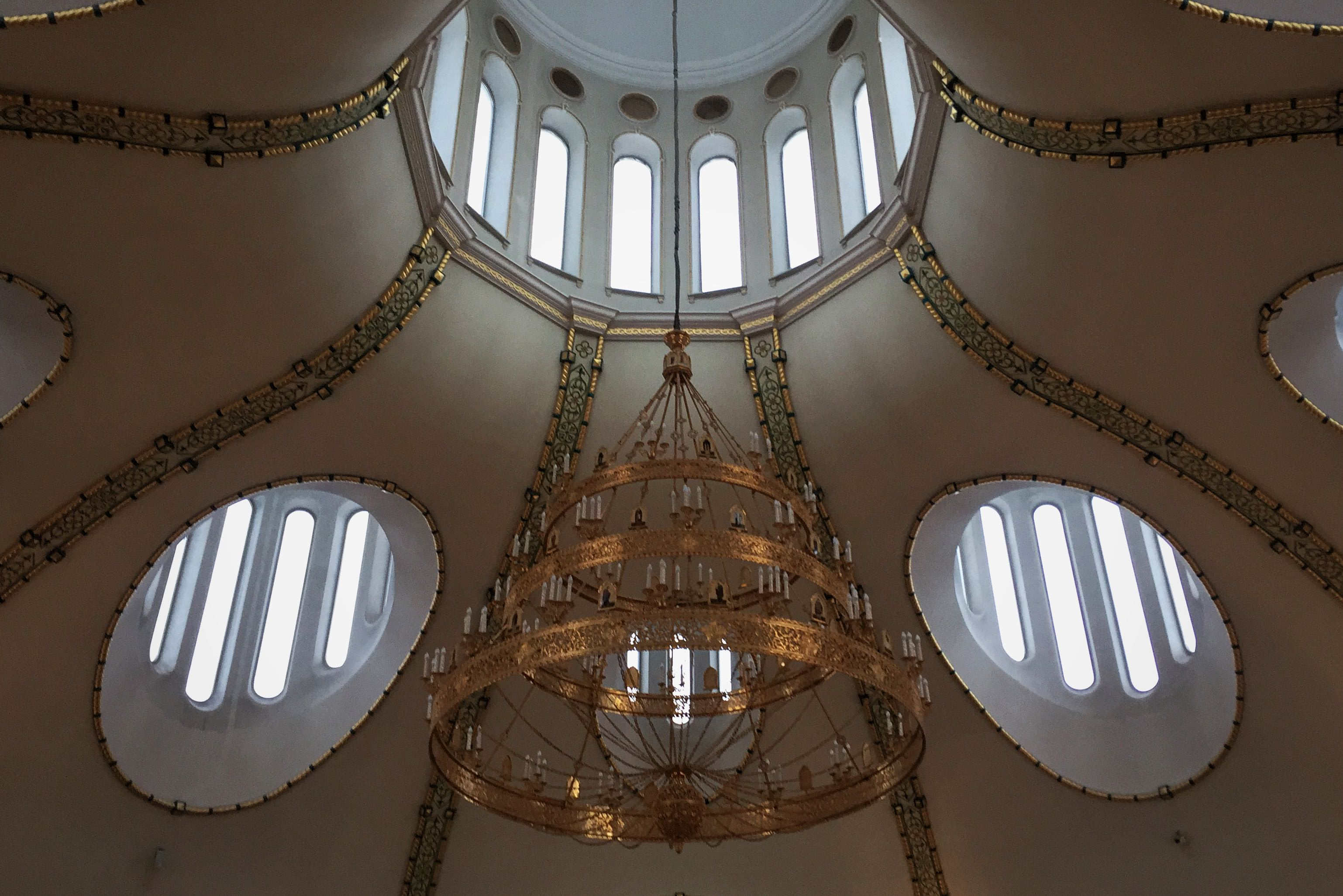
Interiören mot taket och kupolen.